# Joseph D. Novak
Joseph Donald Novak (2. prosince 1930 – 22. září 2023) byl americký pedagog, emeritní profesor na Cornellově universitě a vedoucí vědecký pracovník na Florida Institute for Human & Machine Cognition. Proslavil se vytvořením pojmových map v 70. letech 20. století.

## Život
Bakalářský titul získal v oboru přírodních věd a matematiky v roce 1952 na Minnesotské univerzitě. V roce 1954 obdržel magisterský titul v oboru přírodovědného vzdělávání a 1958 ukončil postgraduální studium.
Mezi roky 1957 a 1959 začal vyučovat biologii na Kansas State Teachers College v Emporii. Také učil kurzy biologie a vzdělávání učitelů na Purdueově univerzitě v letech 1959 až 1967. Od roku 1967 do 1995 byl profesorem pedagogických a biologických věd na Cornellově univerzitě. Od roku 1998 je také vědeckým pracovníkem na univerzitě West Florida. Spolupracoval s více než 400 školami, univerzitami a korporacemi, včetně nedávné práce s Procter a Gamble, NASA, ministerstvem námořnictva a EPRI.
Získal několik ocenění: Čestný doktorát v roce 1998 na Comahue univerzitě v Argentině; čestný doktorát na univerzitě v Pamploně; čestný doktorát z roku 2006 na univerzitě Urbině; a první cenu od předsedů Rady vědeckých společností za příspěvky týkající se vědeckého vzdělávání.
Zemřel v komunitě Lakewood Ranch na Floridě ve věku 92 let.

## Výzkum
Novakův výzkum se soustředil především na učení, vytváření a reprezentaci znalostí. Jeho první studie vyšly v roce 1977. Jeho práce se zabývá také vývojem expertních pojmových map a scaffold learning pomocí počítačových programů s cílem poskytnout nové modely vzdělání.

### Pojmové mapy
V 70. letech probíhal na Cornellově univerzitě výzkum zaměřený na psychologii učení dětí. V té době se snažil zjistit, jakým způsobem probíhají změny v učení přírodních věd u studentů. Inspiroval se Ausubelovou teorií smysluplného učení, kdy učení probíhá na základě přiřazení nových informací k těm, které jsou již uložené v paměti. Výsledným produktem celého výzkumu bylo vytvoření pojmových map. Ty se skládají z nejmenších sémantických jednotek (pojmů) a vztahů mezi nimi. Pojmové mapy našly využití jako prostředek ke zvýšení efektivnosti smysluplného učení. Také se používají k prezentaci odborných znalostí jednotlivců a týmů ve vzdělávání, státní správě a podnikání.

## Dílo
Je autorem nebo spoluautorem 27 knih a více než 130 článků v odborných knihách a časopisech:
- 1970. The improvement of biology teaching. Indianapolis, Bobbs-Merrill.
- 1973. A summary of research in science education for 1972. Columbus : Ohio State University, ERIC Information Analysis Center for Science, Mathematics, and Environmental Education.
- 1977. A theory of education. Ithaca, N.Y. : Cornell University Press, 1977.
- 1984. Learning How to Learn. With D.B. Gowin. Cambridge: Cambridge University Press.
- 1988. Teaching Science for Understanding. With J. Mintzes and J. Wandersee. San Diego, CA: Academic Press.
- 1996. Aprendizaje Significativo: Técnicas y Aplicaciones. With Fermin M. González. Serie: Educación y Futuro #18. Madrid (Spain): Ediciones Pedagógicas.
- 1998. Learning, Creating , and Using Knowledge: Concept maps as facilitative tools for schools and corporations. Mahwah, N.J.: Lawrence Erlbaum & Assoc.
- 2000. Assessing Science Understanding. With J. Mintzes and J. Wandersee. San Diego, CA: Academic Press
- 2001. Errores Conceptuales: Diagnosis, Tratamiento Y Reflexiones. With Fermin González and Ciriaco Morón. Pamplona (Spain): Ediciones Eunate.
- 2004. Concept Maps: Theory, Methodology, Technology, Proceedings of the First International Conference on Concept Mapping, Pamplona, Spain (September 14–17, 2004). With A.J. Cañas, and Fermin M. González (Eds.). Editorial Universidad Pública de Navarra.